# Marianne Crux
Marianne Crux (eigentlich Maria Anna Antonia Crux, * 21. November 1772 in Mannheim; † wohl nach 1807) war eine deutsche Sängerin, Violinistin und Pianistin.

## Leben
Marianne Crux war die Tochter des Tänzerehepaars Peter und Johanna Antonia Crux. Ihre Mutter war eine geborene Habert und starb, als Marianne Crux noch ein Kleinkind war. 1782 zog Marianne Crux mit ihrem Vater nach München.
Laut Lipowsky wurde sie unter anderem von der Sängerin Dorothea Wendling und von Klaviermeister Strizl in Mannheim ausgebildet; ihr Violinlehrer in München soll Friedrich Eck gewesen sein. Leopold Mozart erwähnte in einem Brief an seine Tochter, Marianne Crux sei Schülerin Ignaz Fränzls gewesen. Anfang 1787 fuhr Marianne Crux in Begleitung ihrer Tante und zusammen mit Wolfgang Amadeus Mozart nach Prag, wo sie am 22. Januar entweder zusammen mit Mozart oder neben diesem auftrat. Von dort aus fuhr sie weiter nach Berlin, Hamburg und Göttingen. Über die Reise nach Prag mit Ankunft am 11. Januar 1787 berichtet Manfred Wagner: „Mit Mozart reisten seine Frau, der künftige Schwager Franz Hofer sowie der Klarinettist Anton Paul Stadler und außerdem die Frau des Mannheimer Klarinettisten Michael Qualenberg, Elisabeth Barbara, die Mozart aus Mannheim kannte, mit ihrer Nichte, der jungen Geigerin Marianne Crux. Schließlich saßen noch der Geiger der Münchner Hofkapelle Kaspar Ramlo und der Diener Josef im Wagen.“
1787 trat Marianne Crux, so Lipowsky und andere Quellen, auch in Wien vor Kaiser Joseph II. auf und präsentierte sich dort als Sängerin, Violinistin und Pianistin; 1790 begleitete sie ihren Vater nach Berlin und erntete dort ebenfalls Beifall. Später trat sie in Mainz, Frankfurt und anderen Städten auf und hielt sich schließlich längere Zeit in Mannheim auf. Peter Crux wollte ihr dann eine Stelle als Hofsängerin in München vermitteln, die sie aber ablehnte, um weiterhin in Begleitung ihrer Tante, Madame Qualenberg auf Tournee zu gehen. Unter anderem trat sie in London, Kopenhagen und Stockholm auf. In letzterer Stadt heiratete sie laut Lipowsky einen schwedischen Ingenieur-Offizier namens Gilbert. Danach soll selbst Peter Crux seine Tochter aus den Augen verloren haben; 1807 war offenbar nichts mehr über ihren Aufenthaltsort und ihr weiteres Schicksal bekannt.
Ernst Ludwig Gerbers Lexikon der Tonkünstler enthält über „Demoiselle Crux“ einige von Lipowskys Darstellung abweichende Angaben. So fanden die Auftritte in Berlin laut Gerber erst 1792 statt; außerdem habe Marianne Crux in erster Ehe einen Herrn Hollmann geheiratet und sei ab 1797 unter diesem Namen in Mainz aufgetreten. Es könne aber auch sein, dass sie nach der Reise nach Berlin einen holsteinischen Edelmann geheiratet und sich von der Musik abgewandt habe.
Das Musikalische Conversations-Lexikon von Mendel/Reißmann folgt Lipowsky, was die Jahresangabe zur Berlinreise angeht, nennt den schwedischen Ehemann aber Gelbert und behauptet, Marianne Crux sei 1807 noch einmal in Hamburg aufgetaucht.